# Bill Legend
Bill Legend (născut Willim Fifeld pe 8 mai 1944 în Barking, Essex) a fost bateristul trupei glam rock T. Rex în cea mai de succes perioadă a formației.